# لودلين
يعتبر لودلين (بالإنجليزية: LOADLIN)‏ أحد برمجيات الإقلاع أو مدير إقلاع مخصص لإقلاع أنظمة التشغيل التي تعتمد على نواة لينكس. ويعمل لودلين على أنظمة التشغيل دوس (DOS) وويندوز (95، 98، م.ي فقط) ويقوم لودلين بتحميل لينكس واستبدال أنظمة التشغيل دوس وويندوز دون القيام بأي تغيير في ملفات هذه الأنظمة.
وتستطيع أنظمة التشغيل دوس وويندوز القيام بقراءة الملفات الرئيسية لكل من لودلين ولينكس، لأن ملفاتهما تعتبر ملفات عادية قابلة للقراءة على أنظمة مايكروسوفت الآنفة الذكر. ويقوم لودلين بتحميل نظام التشغيل لينكس بالإضافة إلى العديد من معلمات التخصيص على الذاكرة الرئيسية لجهاز الحاسوب من ملف التحميل الخاص بلينكس بعد ذلك يقوم نظام لينكس بقراءة معلمات التخصيص المحمولة على الذاكرة الرئيسية ومن ثم يقوم بنقل السيطرة والتحكم لنظام لينكس فيصبح الجهاز مدار بالنظام الجديد بدلاً من الدوس أو الويندوز.
يستطيع المستخدم أيضاً تخصيص جزء من الذاكرة الرئيسية لجهاز الحاسوب لتكون هي مكان إقامة نواة لينكس في النظام، وذلك قبل تحميل لينكس في الذاكرة الرئيسية. ويقوم لودلين أيضاً بتمرير المعلومات الخاصة بهذا الجزء من الذاكرة إلى لينكس بالإضافة إلى العناوين المرمزة لهذا الجزء من الذاكرة الرئيسية، وغالباً ما يقوم لينكس بتعليق المسار الجذري للنظام في مكان معين من القرص الصلب بوازع من البرامج الإقلاعية في لودلين.
يعمل لودلين كبرنامج منفصل، ولا يقوم بتعديل ملفات سجل الإقلاع الرئيسي (MBR). وعادة ما يكون ذلك مفيداً خصوصاً في حالة وجود أي شكوك أو مخاوف من تعديل أي ملف خاص بسجل الإقلاع الرئيسي، مما قد يؤدي إلى تخريب في نظام الإقلاع ينتج عنه عدم القدرة على إقلاع أي نظام منصوب على الجهاز. نضيف على ذلك أنه وبسبب هيكلية برمجية لودلين فإنه فقط يعمل مع أنظمة التشغيل المبنية على نظام دوس ولا يعمل على الأنظمة المبنية على نظام ن.ت (NT).

## وصلات خارجية مفيدة
- http://tldp.org/HOWTO/Loadlin+Win95-98-ME.html
- http://tldp.org/HOWTO/Install-Strategies/x349.html